# Sibutad
Sibutad est une localité de la province de Zamboanga du Nord, aux Philippines. En 2015, elle compte 17 645 habitants.